# The Darker Instinct
The Darker Instinct er det tredje studiealbum fra det svenske rockband Takida. Det blev indspillet på Big Island Sound i Stockholm, Sverige, og det udkom den 2. september 2009.
Albummet gik direkte ind som nummer 1, og blev certificeret guld allerede efter en uge.
Det var på hitlisten i Sverige i 41 uge og blev certificeret platin i løbet af 2010.

## Spor
1. "Get Me Started" 3:52
2. "As You Die" 3:31
3. "End Is Near" 3:32
4. "Never Alone Always Alone" 4:05
5. "The Things We Owe" 3:43
6. "Deadlock" 3:27
7. "Walk On By" 4:16
8. "Caroline" 3:21
9. "Hours" 4:11
10. "Between the Lines" 3:50
11. "Tonight" 3:43
12. "Trigger" 4:02
13. "Too Late" 4:22

## Hitlister
| Hitliste (2009) | Højeste placering | Certification | Salg    |
| --------------- | ----------------- | ------------- | ------- |
| Sverige         | 1                 | Guld          | 20,000+ |